# Julitta Münch

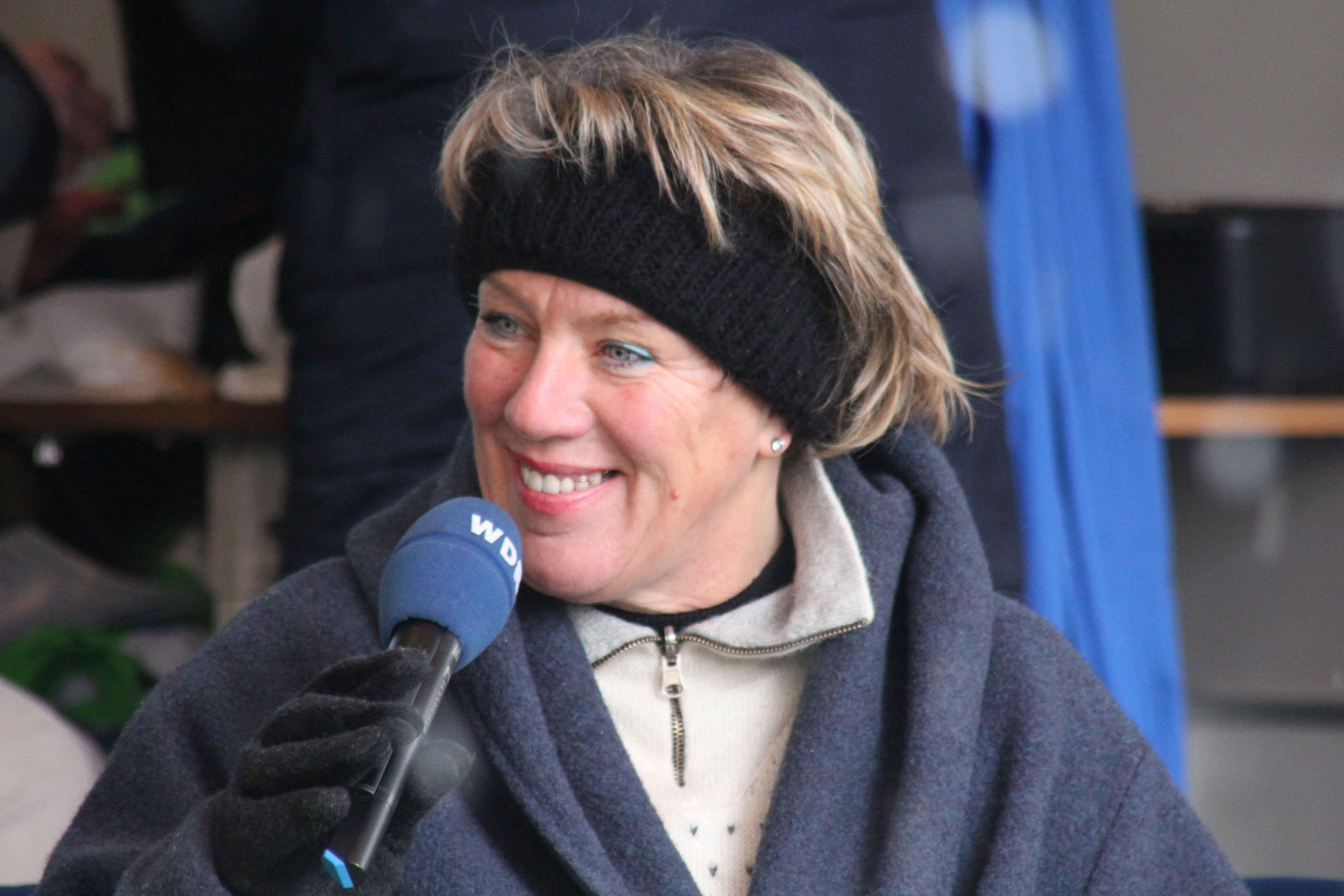
Julitta Münch bei der Moderation von Hallo Ü-Wagen (2010)

Julitta Münch (* 25. Juli 1959 in Düsseldorf; † 21. Mai 2020 in Lohmar) war eine deutsche Moderatorin und Journalistin.

## Leben
Münch absolvierte nach ihrem Studium im Jahr 1989 ein journalistisches Volontariat. 1992 wurde sie zusammen mit Jürgen Drensek die erste Moderatorin der Fernsehsendung ARD-Morgenmagazin, die sie bis 1994 moderierte. Ab 1995 arbeitete sie im Hörfunkprogramm WDR 5, in dem sie die Sendungen Morgenecho und Neugier genügt moderierte. Von 1997 bis Ende 2010 übernahm Münch bei WDR 5 Hallo Ü-Wagen. Zudem war sie Reporterin bei der ARD und moderierte im Deutschlandfunk das Wirtschaftsmagazin und das Morgenmagazin.
Julitta Münch starb im Alter von 60 Jahren in Lohmar.